# Canato de Carabaque
O Canato de Carabaque ou Canato de Karabakh (em persa: خانات قره‌باغ; romaniz.: Xānāt e Qarebāq, em azeri:  Qarabağ xanlığı) foi um semi-independente canato Azeri no território dos atuais estados de Arménia e Azerbaijão, fundado em 1748 sob suserania iraniana safávida na região do Carabaque e áreas vizinhas. O canato existiu até 1806, quando o Império Russo tomou o controlo do território à Pérsia. A anexação pela Rússia só seria formalizada pelo Tratado do Gulistão em 1813, quando, em resultado da Guerra Russo-Persa, Fate Ali Xá do Irão oficialmente cedeu o Carabaque ao czar Alexandre I da Rússia. O canato foi abolido em 1822, após alguns anos de tolerância russa com os governantes islâmicos, e em seu lugar foi estabelecida uma província sob administração militar.
Em 14 de maio de 1805, com a Guerra Russo-Persa de 1804-1813 ainda nos primeiros meses, Ibraim Calil Cã e o general russo Pavel Tsitsianov assinaram um acordo transferindo o Canato de Carabaque para o domínio russo. No entanto, o acordo foi de pouco valor, pois as fronteiras mudavam constantemente até o fim da guerra em 1813. Após a violação russa do acordo que reconheceu Ibraim Calil Cã e seus descendentes como governantes de Carabaque em perpetuidade, abolindo o canato em 1822, uma administração militar tinha entretanto sido formada. O controlo russo foi decisivamente confirmado com a Pérsia pelo Tratado de Turcamanchai de 1828.
No total houve três cãs, todos membros do clã Javanxir;
- 1747-1761 - Paná Ali Cã
- 1761-1806 - Ibraim Calil Cã
- 1806-1822 - Madicoli Cã Javanxir

O território de Carabaque fora originalmente governado por pequenos principados feudais arménios, brevemente vassalos do Reino da Geórgia no século XIII, no âmbito da Arménia Zacárida; a região é então submersa pelas invasões do Império Mongol e depois dos turquemenos. No final do século XIV, Carabaque foi conquistado por Tamerlão. A rápida desintegração de seu império dá lugar ao domínio da Confederação do Cordeiro Branco (1410–1468) e ao da irmandade rival da Confederação do Cordeiro Negro (1468–1501) que reinam sobre o país até à anexação ao Império Safávida em 1502. Após longas batalhas, o general otomano Farade Paxá finalmente ocupa Carabaque, no início do reinado do xá Abas I. Os turcos mantem-se no local até 1606 .